# 古馬涅齊
49°30′58″N 23°3′45″E / 49.51611°N 23.06250°E
古馬涅齊（烏克蘭語：Гуманець），是烏克蘭西部的村莊，隸屬利維夫州的桑比爾區。該村面積1.97平方公里，海拔高度332米，2001年人口687，人口密度每平方公里349.09人。